# Don Geerts
Don Geerts (* 10. Dezember 1986 in Geel) ist ein belgischer Eishockeyspieler, der seit 2015 bei den Eaters Geleen in der belgisch-niederländischen BeNe League spielt.

## Karriere
Don Geerts stammt aus der Jugendabteilung von Phantoms Deurne, für die er 2003 in der belgischen Ehrendivision debütierte. 2005 gewann er mit der Mannschaft den belgischen Eishockeypokal. 2007 zog es ihn zum Ligakonkurrenten Olympia Heist op den Berg, mit dem er 2010 erneut belgischer Pokalsieger wurde. Als 2010 der belgisch-niederländische North Sea Cup gegründet wurde, wechselte er zu den White Caps Turnhout, einem der beiden belgischen Clubs dort. Mit den White Caps gewann er 2011 das Double aus belgischer Meisterschaft und Pokalwettbewerb. Als der North Sea Cup nach zwei Jahren wieder eingestellt wurde, ging er zu HYC Herentals, der als einziger belgischer Verein in der niederländischen Ehrendivision antritt. 2013 gewann er mit Herentals den belgischen Pokalwettbewerb, sein vierter Pokalsieg mit dem vierten Verein. Anschließend wechselte er ligaintern zu den Eindhoven Kemphanen, mit denen er jedoch den letzten Platz belegte. Nachdem er die Spielzeit 2014/15 erneut in Turnhout verbracht hatte, schloss er sich mit Gründung der belgisch-niederländischen BeNe League den Eaters Geleen an.

### International
Für Belgien nahm Geerts im Juniorenbereich an der U-18-Weltmeisterschaft 2004 und den U-20-Weltmeisterschaften 2004 und 2005 jeweils in der Division II teil.
Für die Herren-Nationalmannschaft nahm Geerts an den Weltmeisterschaften der Division II 2006, 2007, 2008, 2012, 2013 und 2014 teil, wobei 2012 der Aufstieg von der B- in die A-Gruppe der Division II gelang.

## Erfolge und Auszeichnungen
- 2005 Belgischer Pokalsieger mit den Phantoms Deurne
- 2010 Belgischer Pokalsieger mit Olympia Heist op den Berg
- 2011 Belgischer Meister mit den White Caps Turnhout
- 2011 Belgischer Pokalsieger mit den White Caps Turnhout
- 2012 Aufstieg in die Division II, Gruppe A, bei der Weltmeisterschaft der Division II, Gruppe B
- 2013 Belgischer Pokalsieger mit HYC Herentals